# Leucochlaena leucogonia
Leucochlaena leucogonia là một loài bướm đêm trong họ Noctuidae.